# Grote mangrovekrab
De grote mangrovekrab (Ucides cordatus) is een krabbensoort uit de familie Ucididae. De wetenschappelijke naam van de soort werd in 1763 gepubliceerd door Carl Linnaeus.

## Beschrijving en systematiek
Volwassen grote mangrovekrabben bereiken een schildbreedte van meer dan 8 cm, waarbij vrouwelijke krabben groter zijn dan hun mannelijke tegenhangers. Het schild is witachtig of blauwachtig, de poten en de basis van de klauwen zijn donker roodachtig of paars. Mannelijke dieren verschillen van vrouwtjes door hun sterkere klauwen en de gelijkmatig taps toelopende (rond-brede bij vrouwtjes) buik die onder het lichaam is gevouwen. Ze worden voornamelijk aangetroffen in mangrovebossen.
Het bestaan van 2 ondersoorten wordt erkend:
- Ucides cordatus cordatus met verspreiding langs de Atlantische kust van Florida/VS tot Uruguay
- Ucides cordatus occidentalis met verspreiding langs de Pacifische kust van Baja California/Mexico tot Peru.

## Menselijk consumptie, gevaar en bescherming
De grote mangrovekrab wordt in sommige gebieden als delicatesse gewaardeerd. Ze worden met de hand verzameld of gevangen in netvallen. Als gevolg van de vernietiging van leefgebieden, ziekten en mogelijk overbevissing zijn mangrovekrabben in sommige regio's zeldzaam geworden. Om de soort te beschermen zijn er in Brazilië bijvoorbeeld wettelijke voorschriften die een minimale vangstgrootte vaststellen, de vangst van vrouwtjes verbieden en het verzamelen ervan tijdens het broedseizoen verbieden.